# Saint-Sulpice-la-Forêt

Saint-Sulpice-la-Forêt este o comună în departamentul Ille-et-Vilaine, Franța. În 1 ianuarie 2022 avea o populație de 1.557 de locuitori.